# Byrsonima parvifolia
Byrsonima parvifolia är en tvåhjärtbladig växtart som beskrevs av Brother Alain. Byrsonima parvifolia ingår i släktet Byrsonima och familjen Malpighiaceae. Inga underarter finns listade i Catalogue of Life.